# جورج شيبرد
جورج شيبرد هو واثب حواجز ‏ كندي، ولد في 23 أبريل 1938 في بورت كولبورن في كندا.

## وصلات خارجية
- جورج شيبرد على موقع أوليمبيديا (الإنجليزية)